# Oteckovia
Oteckovia je slovenský denní televizní seriál, který vznikl jako adaptace argentinské telenovely Señores Papis z roku 2014 vysílané v televizi Telefe. Vysílal se od 1. ledna 2018 do 10. června 2022 v podvečerním slotu v 17:55 od pondělí do pátku a reprízy v cca 9:50 od pondělí do pátku na TV Markíza. Závěrečná epizoda byla odvysílána 10. června 2022, celovečerní finále seriálu bylo odvysíláno 31. srpna 2022. Od 15. dubna 2024 se vysílají reprízy každý pracovní den ve 12:40 na TV Doma.

## Obsazení

### Hlavní postavy
- Marek Fašiang jako Tomáš Oravec
- Branislav Deák jako Alexander Becker
- Vladimír Kobielsky jako Marek Bobula
- Filip Tůma jako Vladimír Bielik
- Ján Koleník jako Adam Mak
- Branislav Mosný jako Norbert Smrek
- Daniel Žulčák jako Dávid Veselý

## Děj

### Beckerovi, Drobní, Podzámští
JUDr. Alexander Becker (Braňo Deák) je nejlepší rozvodový právník v Bratislavě a také největší sukničkář v Bratislavě. Jeho bývalá milenka Sisa (Dominika Kavaschová) mu oznámí, že má 6letého syna Maxe (Tobias Král) a nechá mu ho, aby se o něj staral. V advokátní kanceláři Alex zaměstnává koncipientku Emu Horváthovou (Jana Kovalčíková), do které je tajně zamilovaný. Spolu s ní se snaží najít Sisu, která utekla. On sám nevěří, že je Maxův otec. Přesvědčí ho až test otcovství, který nechá Ema tajně udělat. V horečce Alex Emě řekne, že ji miluje. Ta mu však poví, že již má přítele Ondra Podzámskeho (Roman Poláčik). Ten začne také pracovat jako koncipient u Alexe v kanceláři. Alexovi se postupně podaří získat Emu a ta se s Ondrom rozejde. Ema začne bydlet spolu s Alexem a Maxem. Alex Emu požádá o ruku, ale v tom okamžiku se vrátí Sisa. Sisa zůstane bydlet u Alexe, protože se schovává před svým bývalým přítelem Romanem. Bojí se, že by mohl jí nebo Maxovi něco udělat, protože mu dluží peníze. Alex dluh Romanovi zaplatí. Později se Ema odstěhuje a s Alexem se rozejde, protože nechce rozbíjet rodinu. Sisa by chtěla s Alexem žít, ten to však odmítá a nechá Sisu v bytě jen do doby, než si něco najde. Sisa dostane možnost zpívat celé prázdniny na lodi a svého syna Maxe si vezme s sebou.
Po návratu Sisy začíná spor o péči o Maxe. Oba ho chtějí pouze do své péče, nakonec se však dohodnou na střídavé péči. Alex pokračuje ve svém staromládeneckém životě a Ema se dá znovu dohromady s Ondrom. Chtějí mít spolu advokátní kancelář, přijmou tedy Alexovu nabídku na pronájem části jeho kanceláře. Do kanceláře Alex přijme Sisu jako svou sekretářku. Sisa se dá dohromady s Jarom (Marián Mitaš), který jí začne psát texty k písním a domlouvat koncerty. Zpočátku žijí v domě Lindiných rodičů, později Jaro koupí byt v domě, kde bydlí také Ema s Ondrom. Ema po čase zjistí, že stále miluje Alexe a chce se k němu vrátit. Když však zjistí, že Alex čeká dítě se Simčou (Zuzana Porubjaková), rozhodne se, že přijme Ondrovu nabídku k sňatku. Alex se Simčou žít nechce, ale pomáhá jí se vším, co je třeba. Simča se po narození Roxany vrací do Jelšavy, odkud pochází a Roxanu má s Alexem ve střídavé péči. Alex chce ještě před obřadem Emě říct, že jí miluje, na svatbu však přijede pozdě. Alex se rozhodne skončit se svým staromládeneckým životem a chce si najít trvalou partnerku. To se mu však nedaří, protože stále miluje Emu.
Poté, co je Jaro odsouzen za podvody, má Sisa dva krátké vztahy, nejprve s číšníkem Mišem a poté s Tomášem Oravcem (Marek Fašiang). Po rozchodu s Tomášem dostane Sisa nabídku zpívat celý rok na zaoceánské lodi, kterou po krátkém váhání přijme. Ema se snaží mít s Ondrom dítě, na testech se však zjistí, že je Ondro neplodný. Ema si chce dítě adoptovat, ale Ondro je zásadně proti. Po delším zvažování se Ema rozhodne vrátit se k Alexovi, protože Ondro je podrážděný a chová se k ní ošklivě. Po roce a půl se vrátí do Bratislavy Simča s Roxy. Simča chce zůstat v Bratislavě a hledá si práci. Nejprve dělá prodavačku ve fastfoodu Lu(c)ky foot, poté začne pracovat jako Alexova asistentka. I když Ondro stojí o to, aby se k němu Ema vrátila, podá Ema žádost o rozvod a soud manželství rozvede. Alex si vezme Emu za manželku a spolu s Maxem, Simčou a Roxy se odstěhují do Haagu, kde Alex s Emou dostali pracovní nabídku. Posléze Ema s Alexem otěhotní.

### Bobulovi
Marek Bobula (Vladimír Kobielsky) je údržbář. Se svou bývalou manželkou Tamarou (Zuzana Mauréry), která je ředitelkou mateřské školky, má dvě dcery: Ninu (Karina Qayumová) a Viktórii (Izabela Gavorníková). Tamara ve školce zaměstnává učitelku Lindu Mackovou (Mária Bartalos). Marek se svou přítelkyní Petrou (Natália Puklušová) čeká syna Marečka. Spolu žijí v malé garsonce, Marek jí však slibuje, že jim postaví dům. Marek navštěvuje své dcery, které bydlí u Tamary. Sem se chodí také najíst a odpočinout od Petry a Marečka. Toto se Petře nelíbí a zakazuje Markovi stýkání s Tamarou. Marek k Tamaře stále něco cítí, ale Tamara už s ním nechce nic mít. Marek si na stavbu domu vezme hypotéku, za peníze však koupí Tamaře školku, kterou chce město zrušit. To je důvod, proč se Petra s Markem rozejde. Marek, který pracuje ve školce, začne znovu žít s Tamarou a vezmou se. Petra odjíždí z Bratislavy a nechá Marečka Markovi a Tamaře, aby se o něj starali. Tamara se rozhodne, že založí i soukromou základní školu. Na místo učitelky přijme Alicu Longauerovou (Anna Jakab Rakovská) a Linda dělá vychovatelku v družině. Po odchodu Lindy přijme Tamara na pozici vychovatele svého bratra Adama (Ján Koleník). Petra po návratu bydlí u Emy a Ondra, posléze se však nastěhuje k Sise a začne pracovat ve fitcentru Smile Fit. Plánuje, že bude žít znovu s Markem, ten však zůstane s Tamarou a začne si přivydělávat jako prodejce zboží. Tamara se po Alicině odchodu rozhodne, že půjde učit místo Alice. Bohužel to nezvládne a onemocní z toho. Novým učitelem se stane Eduard Karabinoš (Dávid Hartl). Ze Sabinova, kde byli Marek s Vladom na vojně, přijíždí do Bratislavy 25letý mladík Samo (Roman Gažo), který hledá svého otce. Ví o něm pouze, že pochází z Devínske Nové Vsi, a že jeho příjmení začíná na B. Když Marek s Vladom zjistí, že znají jeho matku Jarmilu (Gabriela Dzuríková), se kterou měli oba před 25 lety poměr, jdou se Samom na testy otcovství, kde se zjistí, že jeho otcem je Marek. Učitel Edo se zamiluje do servírky Lenky (Mária Schumerová), která ho však stále odmítá. Až v posledním díle spolu navážou partnerský vztah.

### Bielikovi
Vladimír Bielik (Filip Tůma) vlastní pizzerii, kterou pojmenoval po své ženě „Pizza Luccia“. V pizzerii zaměstnává servírky Simču a Gerberu a kuchaře Dolceho, kterého později vystřídá kuchař Štangľa. Se svou ženou Luciou (Monika Hilmerová) má tři děti: Lukáše (Oliver Oswald), Filipa (Jakub Horák) a Jakuba (Maroš Baňas). Lucia se stará o domácnost a o své tři syny. Vděku od svého manžela se ale nedočká. Když Vlado zapomene na její narozeniny, rozhodne se, že se odstěhuje a nechá Vlada, aby se o domácnost staral sám. Lucia se odstěhuje k Tamaře a najde si práci v call centru. Prostřednictvím této práce se seznámí se svým budoucím milencem Jurajem Šípkou (Marián Miezga). Poté, co zjistí, že Vlado má milenku Simču, začne bydlet s Jurajem a jeho dcerou Dorotou (Zuzana Kraváriková), se kterou chodí Luciin syn Lukáš. Později Vlado s Luciou zjistí, že bez sebe nemohou žít a vrátí se k sobě. Lucia otěhotní, ale není si jistá, zda je dítě Vladovo nebo Jurajovo. Testy otcovství ukážou, že dítě je Vladovo a Lucia porodí holčičku Vlaďku. Lucia začne pracovat v pizzerii, kde se podílí na jejím vedení. Když Simča otěhotní s Alexem, Vlado s Luciou přijmou novou servírku Lenku Chalúpkovou (Mária Schumerová). Poté, co je Vlado obviněn z napadení veřejného činitele a vzat do vazby, objeví se na scéně jeho otec kpt. v. v. JUDr. Vladimír Bielik st. (Pavol Topoľský), o kterém se později zjistí, že byl degradován na nadporučíka. Ten Vladovi pomůže dostat se z vazby, a protože svůj dům prohrál v kartách, začne s Bielikovými bydlet. Vladův otec má ze začátku velký konflikt s Tomášovou tchyní Marikou, nakonec však spolu navazují partnerský vztah a sestěhují se k sobě.
Nejstarší syn Luky se po maturitě přestěhuje ke své přítelkyni Doře, která má svůj vlastní byt od rodičů. Dorka studuje zubní lékařství a Luky studuje na Strojnické fakultě STU v Bratislavě. Luky však do školy nechodí, a tak je na konci 1. semestru ze školy vyhozen. Po vyhazovu ze školy se Luky rozhodne, že si spolu s Dorkou založí živnost na prodávání hot dogů. Aby získali potřebné peníze na založení živnosti, začne Luky pracovat jako popelář a Dorka (při studiu) začne dělat asistentku v kanceláři JUDr. Beckera. Po založení foodtrucku Lu(c)ky foot těchto prací zanechají a oba prodávají ve svém fastfoodu. Luky se rozhodne požádat Dorku o ruku, namísto toho se s ním však Dorka rozejde a přenechá mu svůj podíl podniku, protože se zamilovala do svého spolužáka na vysoké škole. Luky se od Dorky přestěhuje do domu po Hlavatých, kde bydlí spolu s Dominikem (Richard Labuda) a Samom (Roman Gažo). Po rozchodu s Dorkou má Luky dva krátké vztahy, nejprve s Vietnamkou Tao (Lin Pham) a poté s tatérkou Terezou (Kristina Sisková), kterou však přivede do jiného stavu.

### Oravcovi, Mackovi
MVDr. Tomáš Oravec (Marek Fašiang) je veterinář, který pochází z Popradu. Se svou ženou MUDr. Alenou Oravcovou (Andrea Blesáková) má dceru Júliu (Laura Gavaldová). Jeho žena zemřela při dopravní nehodě, a tak se s Julkou stěhují do Bratislavy, kde žije jeho tchyně MUDr. Marika Vágnerová (Eva Pavlíková). V mateřské školce, kam chodí Julka, se seznámí s učitelkou Lindou Mackovou. Marika nemá svého zetě příliš v lásce a chtěla by Julku do své péče. Zkouší proti Tomášovi různé intriky, kterými chce dostat Julku do své péče. S tím jí pomáhá Lindin snoubenec Jaro Szabó (Marián Mitaš), který na Lindu žárlí a chce se Tomáše zbavit. Julka je nakonec přidělena do péče Mariky, posléze ji však vrátí zpět Tomášovi. Linda zjistí, že v intrikách měl prsty i Jaro a začne žít s Tomášem. To se však nelíbí Lindině matce Evě (Oľga Solárová), která chce, aby zůstala s Jarom. Když se Jaro zraní a ztratí paměť, Linda se k němu vrátí a Tomáš se dá dohromady s kamarádkou Maťou (Sarah Arató), která pracuje v psím útulku. Linda po čase zjistí, že Jaro ztrátu paměti jen hrál, uteče mu od oltáře a chce se vrátit k Tomášovi. Tomáš však dál žije s Maťou, ale ta zjistí, že stále miluje Lindu a odstěhuje se od něj. Tomáš začne žít s Lindou a i Lindina matka, která ho dříve nemusela, ho vezme na milost. I když Jaro žije se Sisou, stále na Lindu žárlí a chce ji zpátky. Ta to však odmítá. Poté, co Tamara založí soukromou základní školu, se Linda rozhodne, že si chce doplnit vzdělání a odstěhuje se s Tomášem a Julkou do Košic. Tomáš s Julkou se ale vracejí zpět, a tak Linda zůstane v Košicích sama. Po čase zjistí, že vztah na dálku nemá cenu a rozejdou se. Po rozchodu se Tomáš dá dohromady se servírkou Lenkou. Jejich vztah ale nemá dlouhého trvání, protože si Tomáš uvědomuje, že miluje Alici, se kterou později začne žít. Alice zjistí, že její sestra, co žije v Austrálii, má problémy. Rozhodne se, že se odstěhuje a pomůže své sestře, což zkomplikuje situaci v Tamařině škole. Děti jsou smutné a prosí ji, aby zůstala. Alice ale odejde. Po odchodu Alice má Tomáš krátký vztah se Sisou, během kterého se k nim vrátí jeho tchyně Marika. Marika má nejdříve konflikty s Vladovým otcem, nakonec však spolu navážou partnerský vztah a začnou spolu bydlet v jejím domě. Při příjezdu Smrekových se Tomáš a Gréta (Alžbeta Bartošová) do sebe na první pohled zamilují. Jelikož však ani jeden nechtějí rozbíjet rodinu, snaží se v sobě tento cit potlačit. Proto se dá Tomáš dohromady s Radkou (Jana Labajová), která trénuje Julku v jízdě na koni. Tomáš nastěhuje Grétu k sobě domů poté, co Gréta zjistí, že ji Noro podvádí. Radka na Grétu žárlí a odejde k sobě domů. Poté, co Julka spadne z koně a poraní si hlavu, se Tomáš s Radkou rozejde, protože z této nehody viní právě ji. Po rozchodu s Radkou Tomáš naváže partnerský vztah s Grétou, kterou později požádá o ruku.

### Hlavatí
Adam Mak (Ján Koleník) přichází na pohřeb svého kamaráda Iva Hlavatého. Na pohřeb však přijde pozdě, což naštve vdovu po Ivovi Zuzanu (Kristína Vaculík Turjanová). Zuzana má dvě děti: Rebeku (Lara Baranová) a Nikolase (Daniel Rovňák) a vlastní fitcentrum „Smile Fit“. Zuza Adama moc nemusí, a tak ji překvapí, že Ivo v závěti odkázal polovinu fitcentra Adamovi, a že si přeje, aby se Adam o Zuzu a její děti postaral. Zuza zpočátku chce, aby se fitcentrum prodalo a Adam zase odjel, později ho však vezme na milost a začnou fitcentrum vést spolu. Když Zuza zjistí, že do ní byl Adam v mládí zamilovaný, začnou spolu žít a děti jim připraví improvizovanou svatbu. Adam kromě trenéra ve fitcentru, dělá také vychovatele v družině u Tamary ve škole. V létě 2021 se Hlavatí a Aďo rozhodnou uspořádat cestu kolem světa. Vedení fitcentra převezme Petra a Edo nahradí Aďa v družině.

### Smrekovi
Norbert Smrek (Branislav Mosný) je manažer, který byl v práci povýšen, a tak se musí se svou rodinou přestěhovat z Trenčína do Bratislavy. Se svou manželkou Grétou (Alžbeta Bartošová) má dvě dcery: Lujzu (Zoe Kachútová) a Miriam (Anna Valentína Vanková). Starší dcera Lujza se se stěhováním do Bratislavy nedokáže smířit a snaží své rodiče přesvědčit, aby se vrátili zpět do Trenčína. Lujza si nakonec ve třídě najde kamarády a v Bratislavě si zvykne. Noro má však konflikt s Tomášem Oravcem, protože má pocit, že mu svádí manželku, a tak proti němu zkouší různé intriky. Jelikož se Gréta v domácnosti nudí, otevře si svůj vlastní stánek s květinami. Noro si v práci najde milenku Zdenu (Monika Šagátová), které sice stále slibuje, že se rozvede, ale nečiní tak. Jakmile Gréta zjistí, že má Noro milenku, odstěhuje se od něj k Tomášovi, se kterým naváže partnerský vztah. Noro se snaží přesvědčit Grétu, aby mu odpustila a vrátila se zpět domů. Ta to však odmítá a podá žádost o rozvod. Než dojde k samotnému rozvodu, snaží se Noro různými intrikami získat děti jeho výhradní péče, soud však nakonec rozhodne o tom, že děti získává do výhradní péče Gréta, přičemž Gréta nabídla Norovi, že se může s dětmi stýkat kdykoliv bude chtít. Mezitím Noro dále pokračuje ve vztahu se Zdenou, se kterou si pořídí nový dům. Poté, co Noro bez vědomí Gréty odveze děti do Egypta, zakáže Gréta Norovi, aby se s dětmi vídal kdykoliv, ale pouze tak jak určil soud, to znamená pouze ve vymezený čas s dohledem jiné osoby. Právě kvůli tomuto únosu dětí se s Norom rozejde i Zdena.

### Veselí, Švarcovi
Veselí jsou nová rodina, která se v roce 2022 přestěhuje do Bratislavy. V podstatě se jedná o ‚‚náhradu‘‘ Beckerových, kteří se odstěhovali do Haagu. Otec rodiny je Dávid (Daniel Žulčák) a spolu s jeho bývalou partnerkou Riou Švarcovou (Andrea Bučko) jsou zpěvácká zamilovaná dvojice působící v kapele Veselý band, kde spolu s nimi hrají i dva Riini sourozenci: Milo (Martin Klinčúch) a Bani (Krištof Králik). Dávid má s Riou tři děti: syna Jonatána (Max Rosa), který si nechává říkat Jony a nesnáší rodinnou kapelu a předstírá, že má hudební hluch, jelikož se mu nelíbí, jak jeho rodiče na veřejnosti vystupují. Poté, co se však zamiluje do své spolužačky Lily (Martina Kapráliková), kvůli které začne zpívat ve školním sboru a tvořit pro ni písně, musí s předstíráním hluchu přestat a Ria ho přemluví k vystupování v jejich kapele. Dalším synem je Bruno (Jakub Horanský), jehož povaha je stejná jako tátova a spolužáky navádí na hlouposti. Nejmladší dítě je dcera Olívia (Sára Šalingová), malá školkačka, která je taktéž rodinná princezna a věří, že vše se dá začarovat nebo přičarovat. Dávid je velice nezodpovědný a pro děti je spíš kamarád. Ria je povahou velice temperamentní. Dávid Riu velmi miluje, ta se s ním však chce rozejít, protože má vztah s jejich účetním Paľem (Matúš Kvietik). S tímto vztahem však nesouhlasí manažer kapely Veselý band Riin otec Ringo (Branislav Jobus), protože má pro Riu a Dávida velice výnosnou pracovní nabídku, která závisí na jejich vztahu, a ani Dávid, který stále doufá, že se to mezi ním a Riou urovná. Ria nakonec s pracovní nabídkou souhlasí a navenek hrají s Davidem a dětmi dokonalou rodinu. Ve skutečnosti však Ria dále udržuje vztah s Paľom. Když Dávid pochopí, že se k němu Ria již nevrátí, naváže vztah s muzikantkou Mišou (Barbora Švidraňová).

## Vysílání
| Rok  | Série                | Počet dílů           | První díl série   | Poslední díl série | Vysílací čas                                                                                | TV stanice |
| ---- | -------------------- | -------------------- | ----------------- | ------------------ | ------------------------------------------------------------------------------------------- | ---------- |
| 2018 | 1                    | 110                  | 1. ledna 2018     | 7. června 2018     | Pondělí 18:10 (pilotní díl) Pondělí - Pátek 17:55                                           | TV Markíza |
| 2018 | 1                    | 69                   | 3. září 2018      | 7. prosince 2018   | Pondělí - Pátek 17:55                                                                       | TV Markíza |
| 2018 | Vianoce s Oteckami   | Vianoce s Oteckami   | 24. prosince 2018 | 24. prosince 2018  | Pondělí 19:00                                                                               | TV Markíza |
| 2019 | 2                    | 110                  | 14. ledna 2019    | 14. června 2019    | Pondělí - Pátek 17:55                                                                       | TV Markíza |
| 2019 | 2                    | 70                   | 2. září 2019      | 6. prosince 2019   | Pondělí - Pátek 17:55                                                                       | TV Markíza |
| 2019 | Vianočný zázrak      | Vianočný zázrak      | 24. prosince 2019 | 24. prosince 2019  | Úterý 18:45                                                                                 | TV Markíza |
| 2020 | 3                    | 53                   | 13. ledna 2020    | 1. dubna 2020      | Pondělí - Pátek 17:55 (1-40) Pondělí - Čtvrtek 17:55 (41-44) Pondělí - Středa 17:55 (45-53) | TV Markíza |
| 2020 | 3                    | 70                   | 31. srpna 2020    | 4. prosince 2020   | Pondělí - Pátek 17:55                                                                       | TV Markíza |
| 2020 | Vianočný špeciál     | Vianočný špeciál     | 18. prosince 2020 | 18. prosince 2020  | Pátek 20:30                                                                                 | TV Markíza |
| 2021 | 4                    | 110                  | 11. ledna 2021    | 11. června 2021    | Pondělí - Pátek 17:55                                                                       | TV Markíza |
| 2021 | 4                    | 70                   | 30. srpna 2021    | 3. prosince 2021   | Pondělí - Pátek 17:55                                                                       | TV Markíza |
| 2021 | Vianočné prekvapenie | Vianočné prekvapenie | 24. prosince 2021 | 24. prosince 2021  | Pátek 19:00                                                                                 | TV Markíza |
| 2022 | 5                    | 110                  | 10. ledna 2022    | 10. června 2022    | Pondělí - Pátek 17:55                                                                       | TV Markíza |
| 2022 | Finále               | Finále               | 31. srpna 2022    | 31. srpna 2022     | Středa 20:30                                                                                | TV Markíza |

### Přerušení vysílání
Kvůli pandemii covidu-19 začal být seriál od 9. března 2020 vysílán pouze od pondělí do čtvrtka a od 16. března 2020 pouze od pondělí do středy. Následně bylo od 6. dubna 2020 vysílání přerušeno a nové díly se začaly vysílat až od 31. srpna 2020.

## Místa natáčení

### Domy a byty
| Místo                    | Město      | Městská část      | Ulice          | Zdroje            |
| ------------------------ | ---------- | ----------------- | -------------- | ----------------- |
| Dům Bielikových          | Bratislava | Devínska Nová Ves | Na hriadkach   | [ 2 ] [ 3 ] [ 4 ] |
| Dům Oravcových           | Bratislava | Devínska Nová Ves | Na hriadkach   | [ 2 ] [ 3 ] [ 4 ] |
| Byt Bobulových           | Bratislava | Rača              | Kadnárova      | [ 2 ] [ 3 ] [ 4 ] |
| Byt Alexe Beckera        | Bratislava | Ružinov           | Pribinova      | [ 2 ] [ 3 ] [ 4 ] |
| Dům Hlavatých            | Bratislava | Devín             | Kavyľová       | [ 2 ] [ 3 ] [ 4 ] |
| Byt Podzámských          | Bratislava | Dúbravka          | Martina Granca | [ 2 ] [ 3 ] [ 4 ] |
| Byt Petry Horváthové     | Bratislava | Dúbravka          | Martina Granca | [ 2 ] [ 3 ] [ 4 ] |
| Byt Dorky Šípkové        | Bratislava | Lamač             | Hany Ponickej  | [ 2 ] [ 3 ] [ 4 ] |
| Dům Mariky Vágnerové     | Bratislava | Ružinov           | Bažantia       | [ 2 ] [ 3 ] [ 4 ] |
| Dům Mackových            | Bratislava | Devínska Nová Ves | Pod Lipovým    | [ 2 ] [ 3 ] [ 4 ] |
| Bývalý dům Smrekových    | Stupava    | –                 | Liesková       | [ 2 ] [ 3 ] [ 4 ] |
| Bývalý dům npor. Bielika | Lozorno    | –                 | Železničná     | [ 2 ] [ 3 ] [ 4 ] |

### Pracoviště
| Místo                                  | Město      | Městská část      | Ulice                | Poznámka | Zdroje      |
| -------------------------------------- | ---------- | ----------------- | -------------------- | --- | ----------- |
| Fitcentrum Smile Fit                   | Bratislava | Devínska Nová Ves | Istrijská            | ve skutečnosti zde sídlí Múzeum kultúry Chorvátov na Slovensku                                                  | [ 2 ] [ 5 ] |
| Mateřská a základní škola              | Bratislava | Devínska Nová Ves | Novoveská            | budova se nazývá Brixův dům a ve skutečnosti zde sídlí Místní úřad městské části Bratislava - Devínska Nová Ves | [ 2 ] [ 5 ] |
| Stánek Lu(c)ky foot                    | Bratislava | Devínska Nová Ves | Charkovská           | – | [ 2 ] [ 5 ] |
| Firma, kde pracují Noro a Zdena        | Bratislava | Devínska Nová Ves | Vápenka              | – | [ 2 ] [ 5 ] |
| Stánek s květinami Grety Smrekové      | Bratislava | Devínska Nová Ves | Podhorská / Slovinec | – | [ 2 ] [ 5 ] |
| Pizza Luccia                           | Bratislava | Devín             | Rytierska            | – | [ 2 ] [ 5 ] |
| Advokátská kancelář Alexe, Emy a Ondra | Bratislava | Staré Mesto       | Karadžičova          | – | [ 2 ] [ 5 ] |

### Fotografie exteriérů

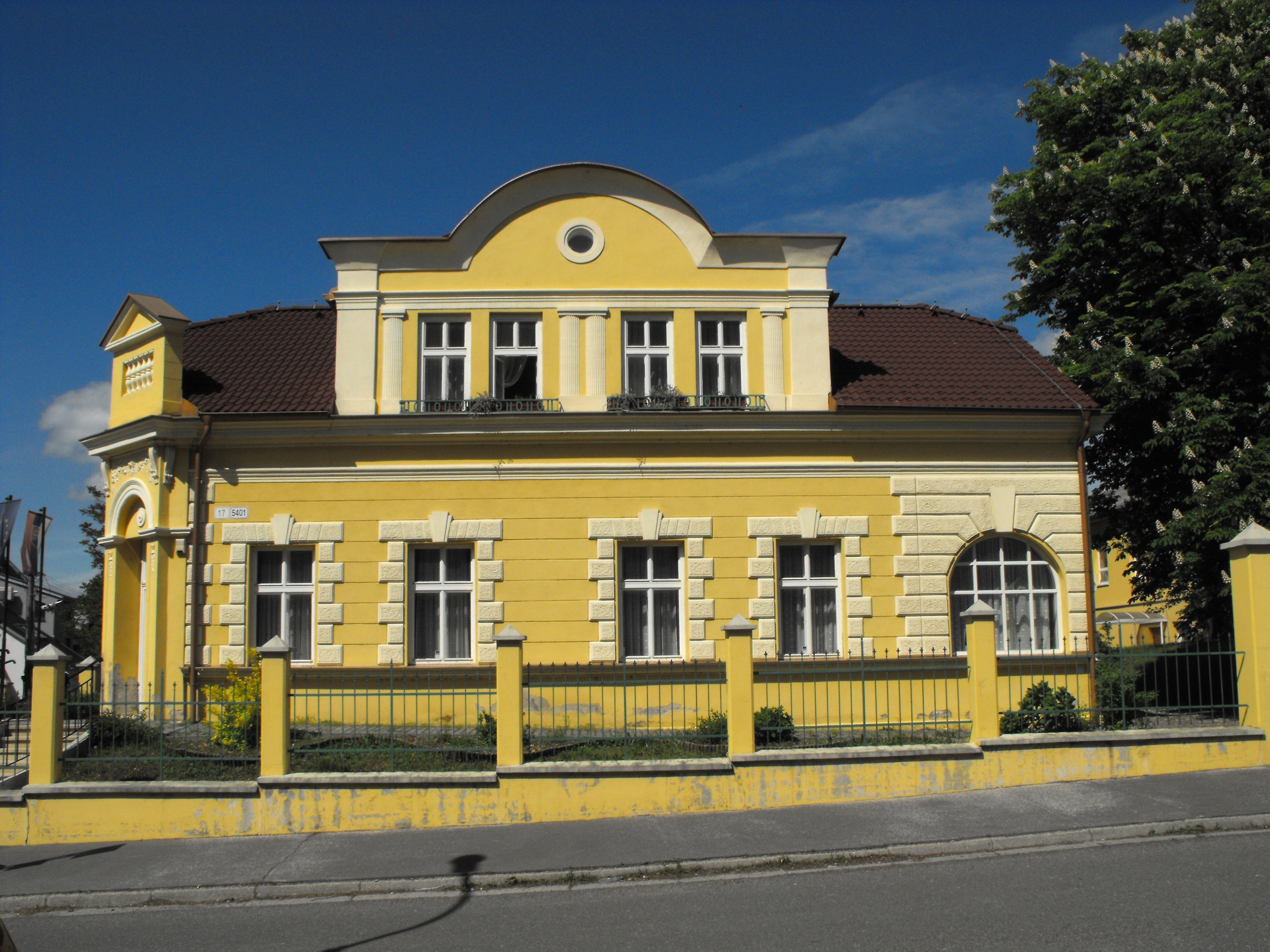
Budova seriálové mateřské a základní školy
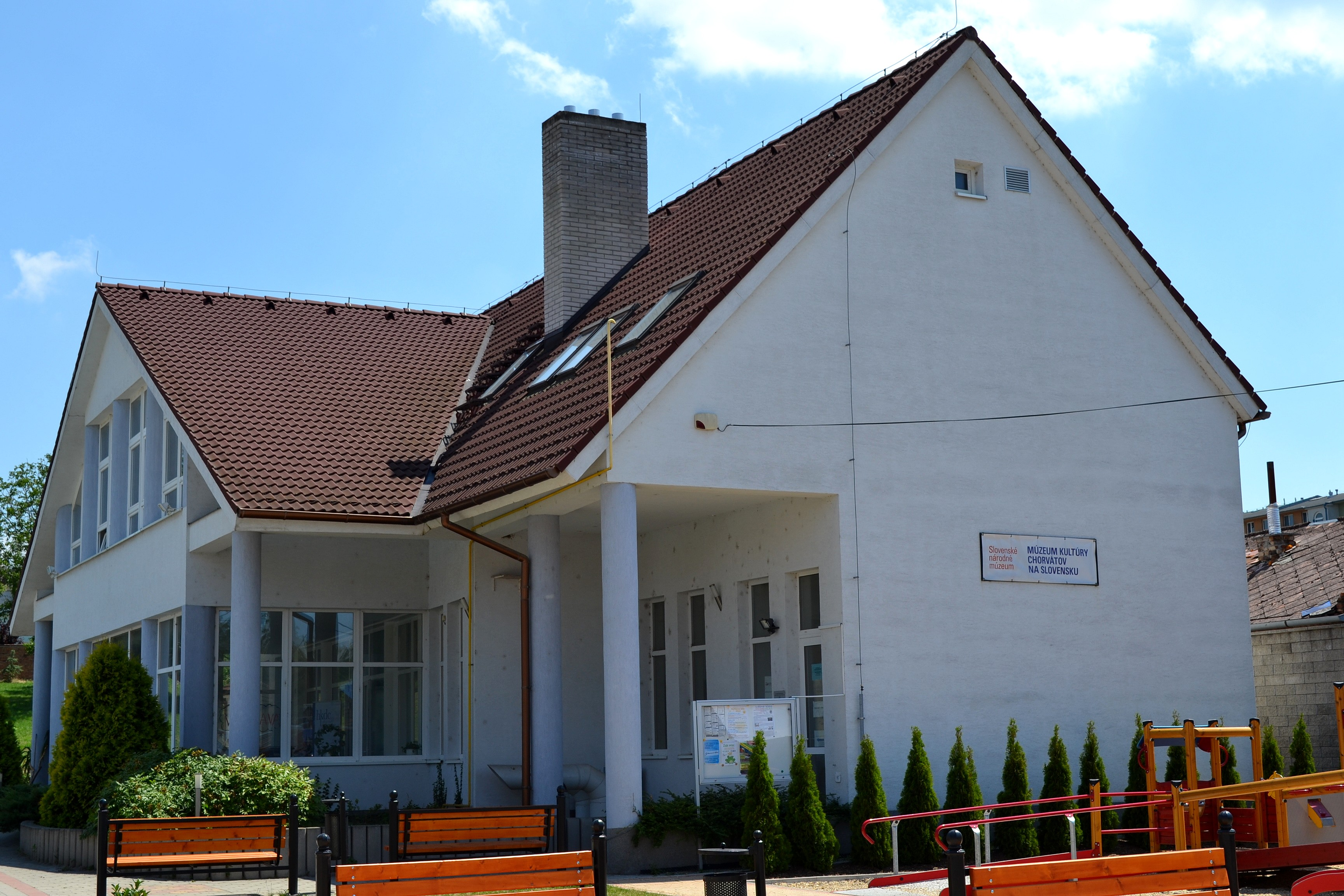
Fitcentrum Smile Fit
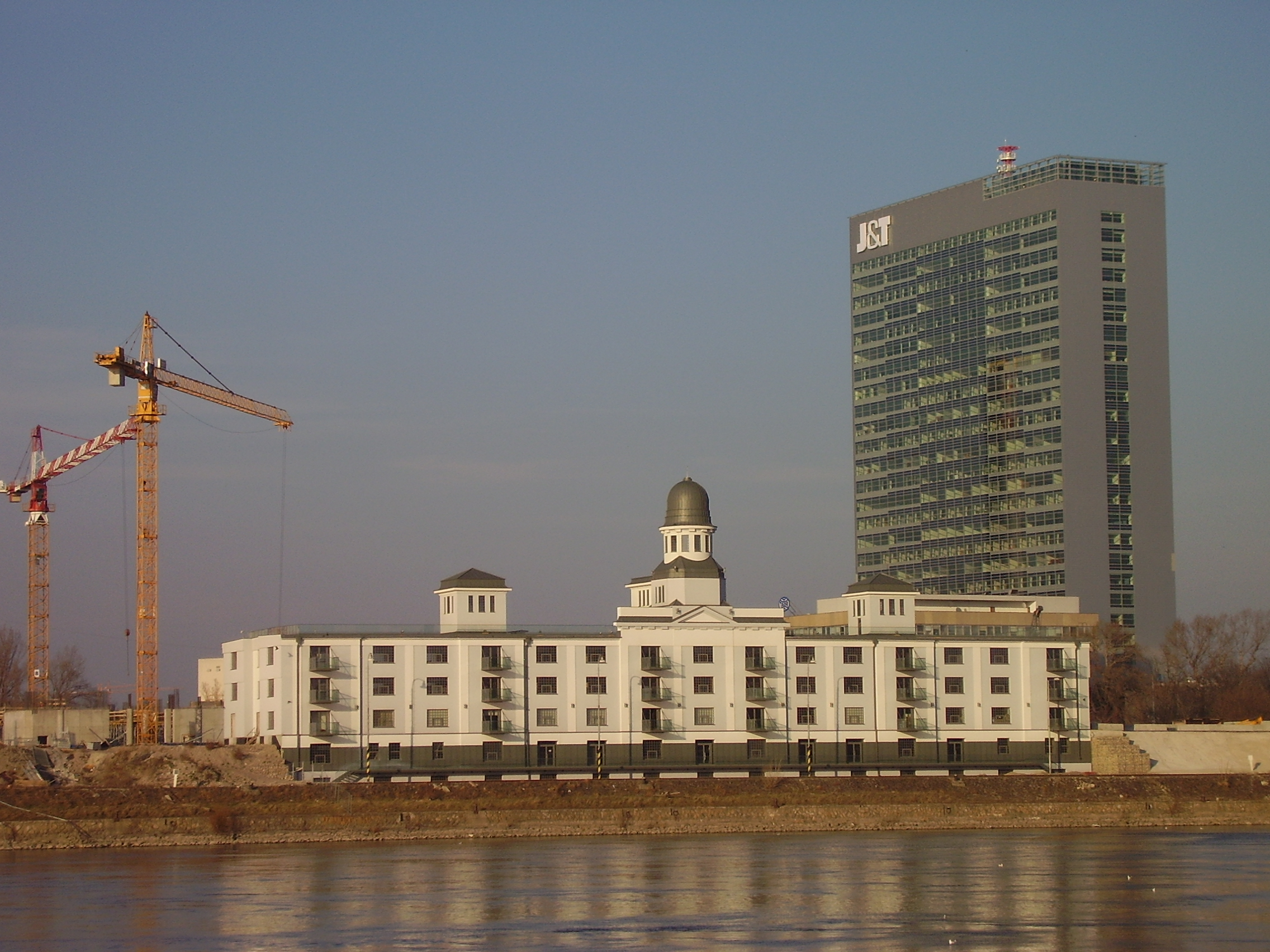
Dům, ve kterém se nachází byt Alexe Beckera
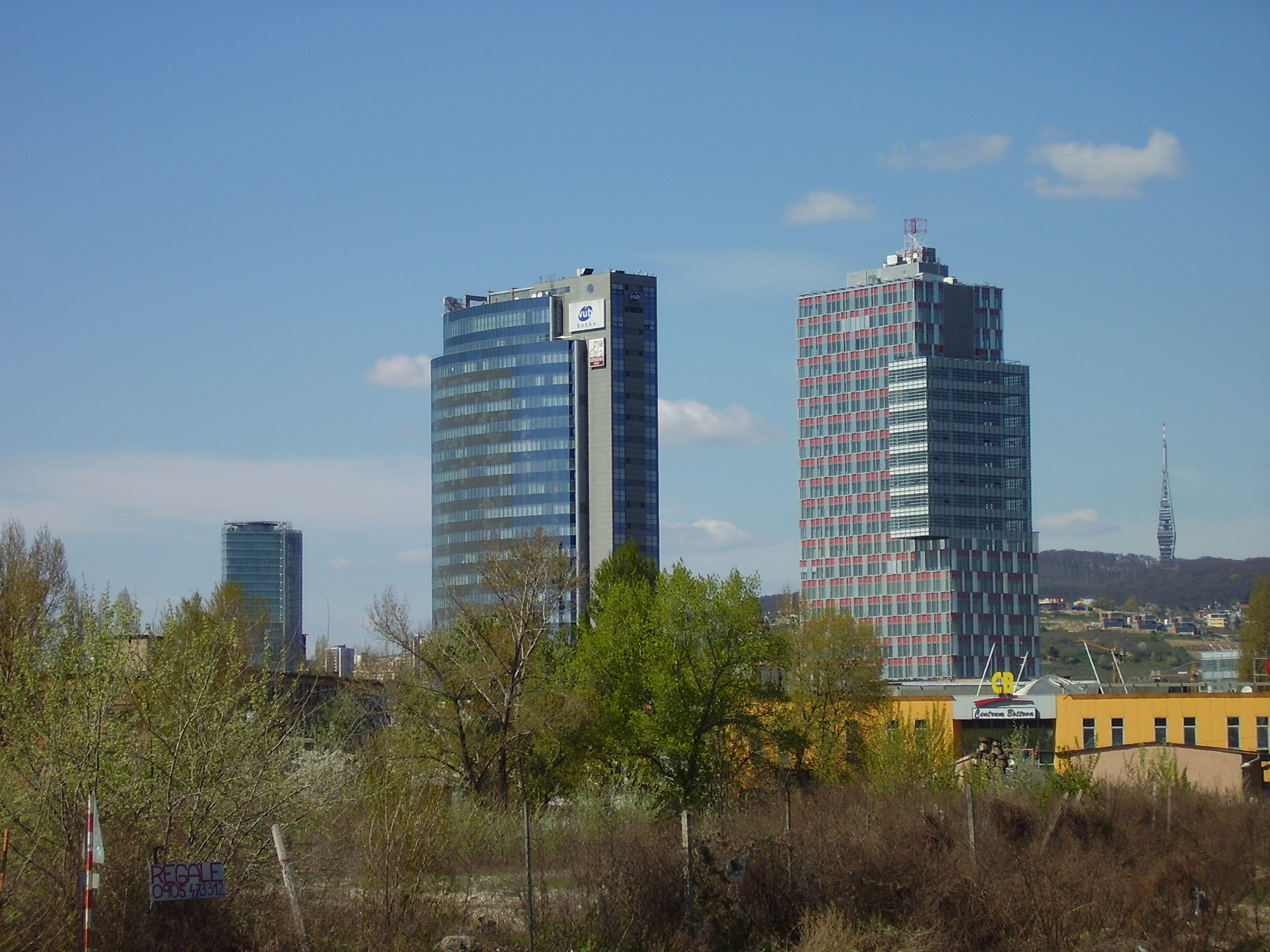
Budova, ve které je kancelář Alexe, Emy a Ondra (vpravo)

## Vánoční speciály

### 2018
V prosinci 2018 nazpívali Laura Gavaldová, Izabela Gavorníková, Maroš Baňas a Tobias Král spolu s jejich seriálovými otci Markem Fašiangem, Vladimírem Kobielskym, Filipem Tůmou a Branislavem Deákem písničku „Vianoce s Oteckami“.

### 2019
Dne 24. prosince 2019 byl na TV Markíza odvysílán speciální vánoční 13minutový díl s názvem „Vianočný zázrak“.

### 2020
Dne 18. prosince 2020 odvysílala TV Markíza charitativní pořad „Najkrajšie Vianoce“, ve kterém Maroš Baňas, Lara Baranová, Laura Gavaldová, Izabela Gavorníková, Jakub Horák, Tobias Král, Zuzana Kraváriková, Richard Labuda, Oliver Oswald, Karin Qayumová a Daniel Rovňák ze seriálu Oteckovia spolu s herci ztvárňujícími studenty gymnázia v seriálu Pán profesor zazpívali anglickou píseň „All I Want For Christmas Is You“ od Mariah Carey.

### 2021
Dne 24. prosince 2021 byl na TV Markíza odvysílán speciální vánoční 13minutový díl s názvem „Vianočné prekvapenie“.

## Výtisky

### Kniha
Na podzim roku 2018 vydalo nakladatelství Ikar knihu Oteckovia, která obsahuje popis jednotlivých postav seriálu, rozhovory s herci a tvůrci seriálu, fotografie z natáčení a různé hry a kvízy. V roce 2020 bylo vydáno stejným nakladatelstvím druhé doplněné vydání této knihy.

### Diář
Na podzim 2019 byl vydán diář s názvem „Oteckovník“ pro rok 2020, který obsahuje fotografie ze seriálu spolu s některými hláškami. O rok později v roce 2020 byl vydán další diář s názvem „Oteckovník po druhý raz“ pro rok 2021.